# Belagerung von Riga (1700)
1. Phase: Schwedische Dominanz (1700–1709)
Dänischer Kriegsschauplatz (1700)
Humlebæk • Tönning I 
Livländ./ Estnischer Kriegsschauplatz (1700–1708)
Riga I • Jungfernhof • Varja • Pühhajoggi • Narva • Petschora • Düna • Rauge • Erastfer • Hummelshof • Embach • Tartu • Narva II • Wesenberg I • Wesenberg II
Ingermanländ./ Finnischer Kriegsschauplatz (ab 1701)
Archangelsk • Ladogasee • Nöteborg • Nyenschanz • Newa • Systerbäck • Petersburg • Wyborg I • Porvoo • Newa II • Koporje II • Kolkanpää
Litauisch-weißrussischer Kriegsschauplatz (1702–1706)
Vilnius • Saladen • Jakobstadt • Gemauerthof • Mitau • Grodno I • Olkieniki • Njaswisch • Klezk • Ljachawitschy
Polnischer Kriegsschauplatz (1702–1706)
Klissow • Pułtusk • Thorn • Lemberg • Warschau • Posen • Punitz • Tillendorf • Rakowitz • Praga • Fraustadt • Kalisch 
Russischer Kriegsschauplatz (1708–1709)
Grodno II • Golowtschin • Moljatitschi • Rajowka • Lesnaja • Desna • Baturyn • Koniecpol • Weprik • Opischnja • Krasnokutsk • Sokolki • Poltawa I • Poltawa II
2. Phase: Schweden in der Defensive (1710–1721)
Baltischer und Finnischer Kriegsschauplatz (bis 1714)
Riga II • Wyborg II • Pernau • Kexholm • Reval • Hogland • Pälkäne • Storkyro • Nyslott • Hanko 
Schwed./Norwegischer Kriegsschauplatz (1710–1721)
Helsingborg • Køge-Bucht • Bottnischer Meerbusen • Frederikshald I • Dynekilen-Fjord • Göteborg I • Strömstad • Trondheim • Frederikshald II • Marstrand • Ösel • Göteborg II • Södra Stäket • Grönham • Sundsvall
Norddeutscher Kriegsschauplatz (1711–1716)
Elbing • Wismar I • Lübow • Stralsund I • Greifswalder Bodden I • Stade • Rügen • Gadebusch • Altona • Tönning II • Stettin • Fehmarn • Wismar II • Stralsund II • Jasmund • Peenemünde • Greifswalder Bodden II • Stresow 
In der Belagerung von Riga im Großen Nordischen Krieg vom 21. Februar bis zum 19. September 1700 belagerten die sächsischen Truppen von König August II. von Polen erfolglos die schwedische Stadt Riga.
Erst nach einer weiteren Belagerung 1710 gelang es den Truppen des russischen Zarentums die Stadt zu erobern.

## Vorgeschichte

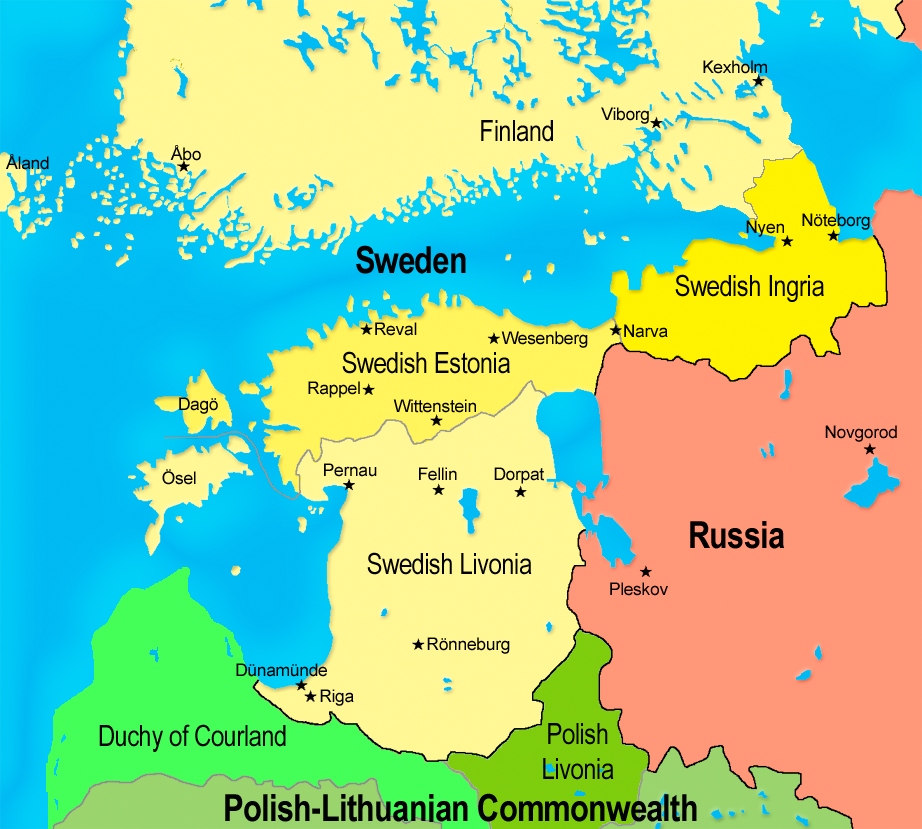
Die schwedischen Besitzungen im Baltikum

Kurfürst Friedrich August I. von Sachsen (1670–1733) war 1697 als August II. zum König von Polen (und damit auch zum Herrscher von Litauen, siehe Sachsen-Polen) gewählt worden. Da der Adel einen großen Einfluss auf die Entscheidungen im polnisch-litauischen Herrschaftsgebiet hatte, strebte August II. danach, sich Anerkennung zu verschaffen, die Machtverhältnisse zu seinen Gunsten zu verschieben und das Königtum in eine Erbmonarchie umzuwandeln. Dabei beriet ihn der aus Schwedisch-Livland geflohene Johann Reinhold von Patkul (1660–1707). Dieser meinte, dass die Rückeroberung des einst polnischen Livlands August zu einigem Prestige verhelfen würde. Der livländische Adel würde diesen Schritt willkommen heißen und sich gegen die schwedische Herrschaft erheben. Unter König Karl XI. von Schweden (1655–1697) war es zu den sogenannten Reduktionen gekommen, durch die ein Teil des Landbesitzes des Adels an die Krone überging. Diese Praxis stieß vor allem in Livland auf den Widerstand des betroffenen deutschbaltischen Adels, dessen Führer sich daraufhin um ausländische Hilfe bemühten.
Im August 1698 trafen sich Zar Peter I. und König August II. in Rawa, wo sie erste Absprachen für einen gemeinsamen Angriff auf Schweden trafen. Auf Betreiben Patkuls kam es schließlich am 11. Novemberjul. / 21. November 1699greg. mit dem Vertrag von Preobraschenskoje zum formalen Bündnis zwischen Sachsen-Polen und Russland. Am 23. Novemberjul. / 3. Dezembergreg. wurde eine weitere Allianz zwischen Zar Peter I. und König Friedrich IV. von Dänemark (1671–1730) geschlossen. Dänemark war seit März 1698 auch mit Sachsen in einer Defensivallianz verbündet.

## Verlauf

### Angriffsplan
Um den Invasionsplan möglichst lange zu verschleiern wurden sächsische Truppen unter dem Vorwand der Grenzsicherung an die Polnisch-Livländische Grenze entsandt. Der Plan sah vor, dass wenn die Flüsse im Winter zugefroren waren die Regimenter an der Grenze über die Düna setzen und Riga in einem Handstreich nehmen sollten. Mit den Vorbereitungen und der Ausführung des Planes beauftragte August der Starke General Patkull. Diesem waren die Festung und die nähere Umgebung von Riga bestens bekannt.
Der schwedische Generalgouverneur und Festungskommandant von Riga Erik Dahlbergh schöpfte frühzeitig Verdacht. Die auffälligen Reisen des Zaren Peter I. im Jahre 1697 und die russischen Truppenbewegungen in der Nähe von Nowgorod alarmierten ihn. Als die sächsischen Truppenbewegungen an der livländischen Grenze bekannt wurden, ließ er auf eigene Kosten die Festungsmauer ausbessern und verstärken. Des Weiteren schickte er einen Brief an den König Karl den XII. von Schweden, in dem er seine Bedenken äußerte und um Verstärkung seiner Festungsbesatzung bat. Die Weihnachtstage des Jahres 1699 waren von den Sachsen als Angriffszeitpunkt festgelegt worden. Sie hofften die Schweden in weihnachtlich fröhlicher und unbekümmerter Stimmung anzutreffen und die Festung noch leichter einnehmen zu können. Als sie aber von den Vorkehrungen des Festungskommandanten erfuhren, ließen sie von ihrem Vorhaben ab und verharrten in den zugewiesenen Stellungen an der Grenze. Der Angriffsplan wurde auf den Februar 1700 verschoben und Unterhandlungen begonnen. Der sächsische Unterhändler Generalmajor Georg Karl von Carlowitz sollte als Trojanisches Pferd die Festung den sächsischen Truppen zugänglich machen.

### Beginn der Belagerung

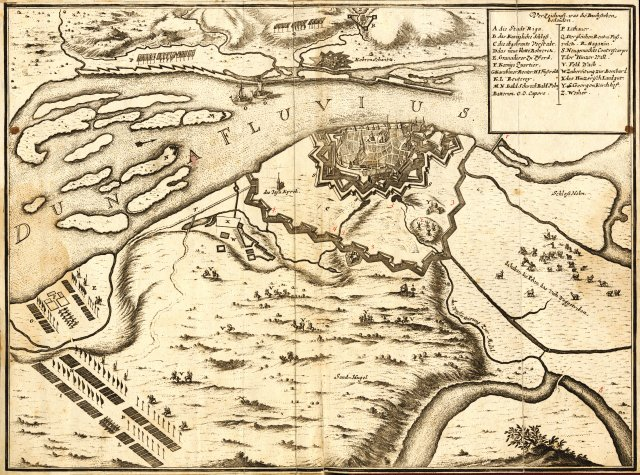
Blockade der Stadt Riga durch die polnischen und sächsischen Truppen im Jahr 1700

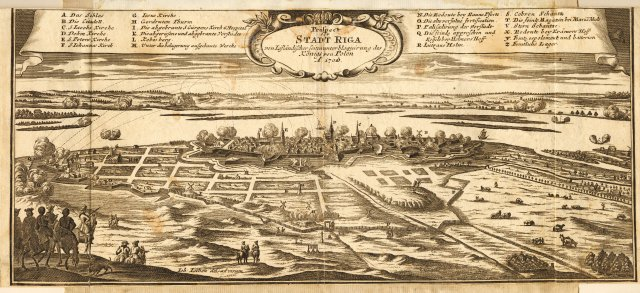
Die Beschießung von Riga durch sächsische Truppen (Herbst 1700); Zeitgenössischer Druck

Am Morgen des 11. Februar 1700 erreichte von Carlowitz mit zwölf bedeckten Wagen den schwedischen Kavallerie-Außenposten in der Nähe des Dorfes Olai, südlich von Riga, er wurde dabei von 80 Dragonern eskortiert. Die Wagen wurden als persönliches Reisegepäck des Generals angemeldet. Der schwedische Kommandant, Kapitän Erichson, misstraute den Sachsen und ließ die Wagen durchsuchen. In den Wagen befanden sich mehrere Dutzend Grenadiere. Sie wurden alle gefangen genommen und nach Riga gebracht. Außerdem fand man Sturmleitern, Feuerwaffen, Handgranaten und ähnliches. Um Riga zu warnen, schoss der Kommandeur rote Leuchtkugeln in den Himmel. In einem kurzen Feuergefecht wurden die sächsischen Dragoner von 20 schwedischen Reitern angegriffen und in die Flucht geschlagen. Der Kapitän Erichson starb bei diesem Gefecht.
Der Plan der Sachsen war damit gescheitert. Die Grenadiere sollten im Morgengrauen des 12. Februar, in Kutten gehüllt, sich unter die Kirchgänger verteilen, die Torwache angreifen und töten. Danach sollten sie das Tor öffnen und die Invasionsstreitkraft von 12.000 Infanteristen und 600 Dragonern in die Festung hineinlassen. Am nächsten Morgen bemerkte eine andere Feldwache das Anrücken des sächsischen Heeres unter der Führung von Jakob Heinrich von Flemming. Trotz des gescheiterten Infiltrationsversuchs wurde die Belagerung von Riga durch die sächsischen Truppen begonnen. Diese konnte aber nicht aufrechterhalten werden, denn dem sächsischen Heer fehlte eine wirkungsvolle Artillerie, um die Stadt zu bombardieren, und die Infanterie konnte keinen kompletten Belagerungsring um die Stadt ziehen.

### Eroberung der Kobernschanze
Die Kobernschanze lag auf der anderen Flussseite der Düna gegenüber von Riga. Das Fort war klein und hatte nur eine geringe Zahl an Soldaten. Der Kommandeur Major von Bildstein berichtete an den Rigaer Kommandanten am 12. Februar den Vorstoß der Sachsen und fragte nach zusätzlichen Verstärkungen und Handlungsanweisungen. Dahlberg wollte seine eigenen Kräfte in Riga nicht schwächen und befahl die Verteidigung der Schanze mit den zur Verfügung stehenden Kräften. Bildstein meldete zurück, dass unter den gegebenen Umständen eine Verteidigung aussichtslos sei und die sächsische Infanterie die Schanze bereits erreicht habe. Am nächsten Tag berichtete Bildstein erneut von seiner hoffnungslosen Situation und der geringen Kampfkraft seiner 41 Mann starken Besatzung. In der Nacht vom 13. zum 14. März griffen sächsische Truppen die Kobernschanze an und eroberten sie nach kurzem Kampf.
Während der ersten Belagerung gelang es 350 livländischen Wagenfahrern, die Belagerungslinien der sächsischen Infanterie zu durchbrechen und die Festung mit Vorräten zu versorgen. Die Belagerung musste im Mai 1700 abgebrochen werden. Das schwedische Entsatzheer unter der Führung des Generalmajor Georg Johann Maydell war in der Nähe von Riga gelandet. Die 3200 Mann starke schwedische Abteilung drängte die Sachsen im Gefecht bei Jungfernhof zurück auf ihre Ausgangsstellungen hinter die Düna.

### Der Angriff auf Dünamünde

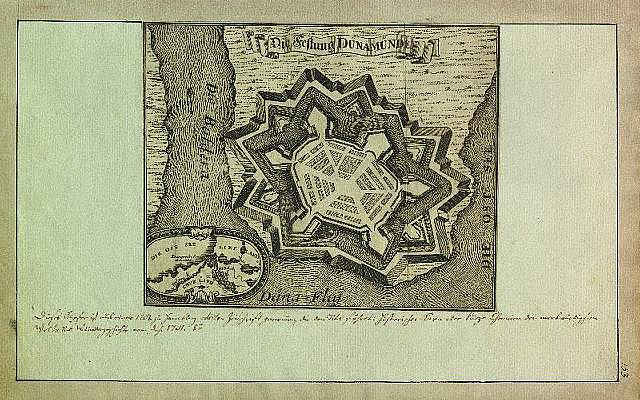
Die Festung um 1700

Am 14. März 1700 wurde die kleine Dünamünder Schanze durch die Sachsen eingenommen. Der schwedische Kommandeur von Budberg, der mit 500 Mann des Nylander Infanterie-Regimentes die Festung verteidigte, kapitulierte nach zwei Tagen Gegenwehr. Das sächsische Armeekorps, bestehend aus drei Infanterieregimentern und einem Kavallerieregiment, wurde von Generalmajor von Carlowitz angeführt. Die Verluste unter den Sachsen waren hoch: 248 Tote und 435 Verwundete. Die Festung wurde zu Ehren des Polenkönigs, obwohl dieser der Belagerung nicht beiwohnte, in Augustusburg umbenannt. Überall in Sachsen-Polen wurde dieser Erfolg gefeiert. Die Festung wurde im Jahr 1701 von den Schweden zurückerobert.

### Erneute Belagerung Rigas
Unter der Führung August II. und Johann Patkull begann am 5. Juli 1700 der erneute Vorstoß der Sachsen nach Riga.
Mit 18.000 Mann und einer starken Artillerie unter dem Befehl von Generalfeldmarschall Adam Heinrich von Steinau gingen die Sachsen als erstes gegen die schwedischen Truppen am anderen Flussufer der Düna vor. General Otto Vellingk war es nicht möglich, mit seinen 8000 Mann Besatzung den Übergang des sächsischen Heeres über die Düna zu verhindern. Das Heer der Schweden wurde in der Nähe von Jungfernhof mit starken Verlusten in die Flucht geschlagen. Die Schweden flohen überhastet und ohne erkennbare Ordnung nach Riga oder Pernau. Ab Anfang August 1700 wurde Riga von den Sachsen formell belagert. August der Starke stellte ein Siebentägiges Ultimatum und forderte die Kapitulation von Riga. Am 28. August begann das Bombardement auf Riga. Bei einem der Artillerieangriffe wurden unter anderem auch Handelskontore von holländischen und englischen Kaufleuten zerstört.
Der Festungskommandant verweigerte die Kapitulation, er war sich noch immer sicher, dass die Stärke der Sachsen nicht ausreichen würde, die Festung zu stürmen und einzunehmen. Des Weiteren wurde die Landung von Karl XII. auf Seeland bekannt und der Frieden mit den Dänen rückte immer näher. Dahlbergh konnte nun damit rechnen, dass Riga mit einem schwedischen Heer entsetzt wird. Nachdem die Dänen zu einem Friedensvertrag bereit waren, sammelten sich die Schwedische Armee in Südschweden, um nach Livland überzusetzen.
Den Sachsen lief die Zeit davon. August II. war bewusst, dass er es nicht mehr schaffen würde die Festung einzunehmen. Er brach die Belagerung ab. Die sächsischen Truppen zogen sich hinter die Düna zurück und sicherten das eroberte Territorium in Livland ab. Im Herbst wurde die kleinere Festung Kokenhausen belagert und am 17. Oktober 1700 eingenommen.

## Die Folgen
Die beiden Belagerungen von Riga stellen den Beginn des Großen Nordischen Krieges dar. Dieser sollte über 20 Jahre andauern und die Vorherrschaft der Schweden im Ostseeraum beenden.
Der König von Polen sah sich außer Stande, einen Krieg gegen die Schweden allein zu führen. Im Februar 1701 traf er sich mit dem Zaren von Russland in dem kleinen Ort Birze, an der Grenze zwischen Livland und Samogitien. Bei diesen über mehrere Tage andauernden Gesprächen sicherte der Zar dem Polenkönig finanzielle und militärische Unterstützung im Kampf gegen Karl den XII. zu. Der polnische Reichstag sagte ebenfalls, nach einer intensiven Geldzuwendung von Peter dem Großen, seine Unterstützung zu und Sachsen-Polen und Russland rüsteten zum Feldzug gegen Schweden auf.